# West Salem (Ohio)
West Salem – wieś w Stanach Zjednoczonych, w stanie Ohio, w hrabstwie Wayne.